# Giorgio II di Gran Bretagna
Giorgio II Augusto di Hannover (Hannover, 10 novembre 1683 – Kensington Palace, 25 ottobre 1760) fu re di Gran Bretagna e di Irlanda, duca di Brunswick-Lünenburg (l'Elettorato di Hannover), arcitesoriere e principe elettore del Sacro Romano Impero dall'11 giugno 1727 fino alla morte. Fu duca di Cambridge e principe di Galles prima della sua ascesa al trono britannico. Fu il secondo re del casato di Hannover e l'ultimo monarca inglese a condurre personalmente le sue truppe in battaglia (Dettingen). Sposò la principessa tedesca Carolina di Brandeburgo-Ansbach.

## Biografia

### I primi anni

Il giovane Giorgio con sua madre Sofia Dorotea di Celle e sua sorella, Sofia Dorotea di Hannover

Il duca Giorgio Augusto di Hannover nacque presso il castello di Herrenhausen, nello stato tedesco di Hannover. Figlio di Giorgio I di Gran Bretagna (anche principe elettore di Hannover, nel Sacro Romano Impero), e di sua moglie, la principessa Sofia Dorotea di Celle, Giorgio era per nascita anche principe ereditario del ducato e dell'Elettorato di Hannover. Nel 1694 i genitori, entrambi colpevoli di adulterio reciproco, ottennero il divorzio e Sofia venne confinata nella residenza di Ahlden House e le venne impedito di vedere i suoi due figli, probabilmente per il resto della sua vita.
Giorgio all'epoca parlava solo francese, il linguaggio della diplomazia e della corte, e tale rimase fino all'età di quattro anni, quando iniziò a studiare il tedesco con uno dei suoi tutori, Johann Hilmar Holstein. Inoltre egli prese lezioni di inglese e di italiano, studiando anche genealogia, storia militare e tattica, materie nelle quali si applicò con particolare diligenza.

#### Il matrimonio

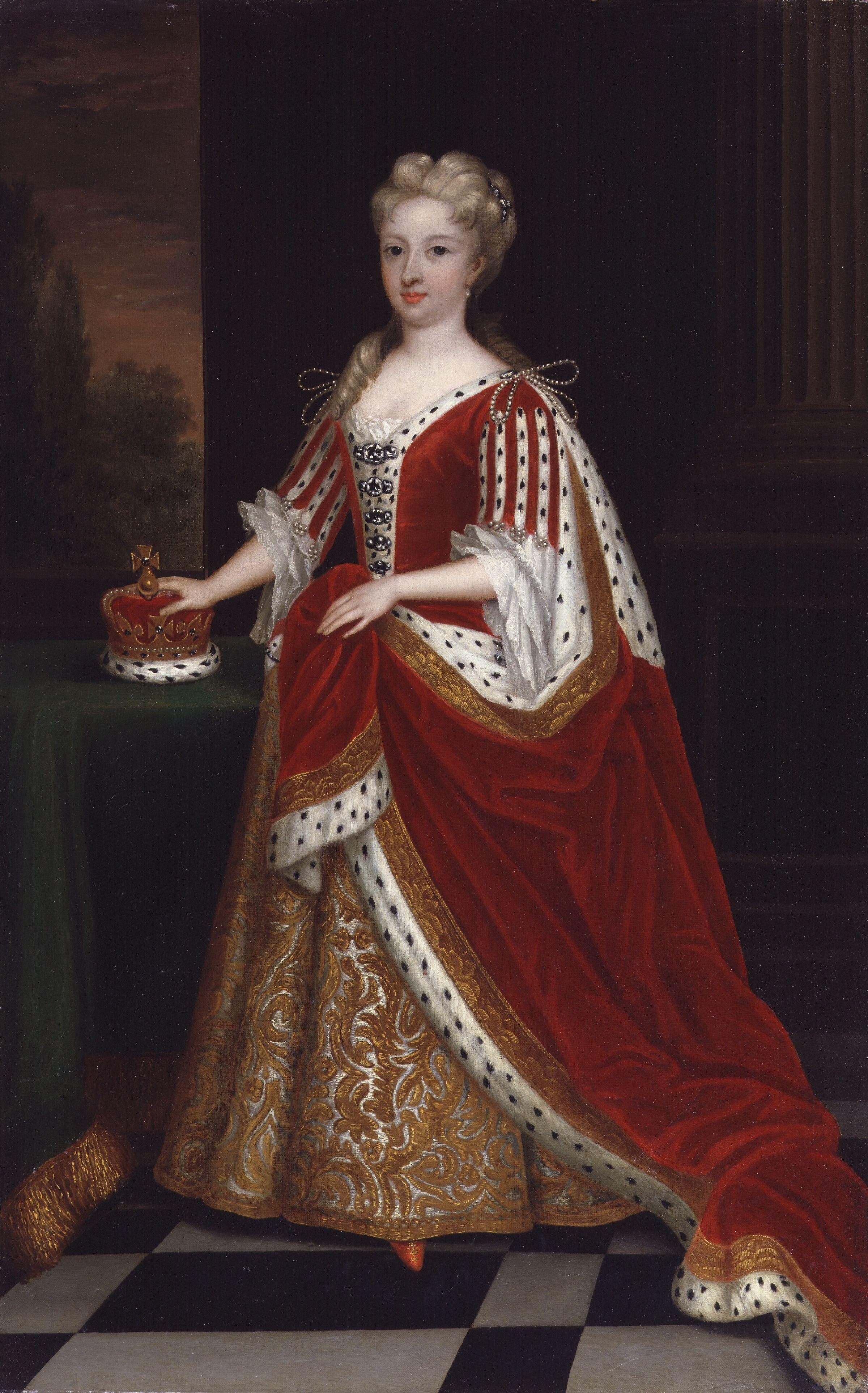
Carolina di Brandeburgo-Ansbach, ritratto di Godfrey Kneller del 1716

Il padre di Giorgio non voleva vedere suo figlio distrutto sul piano sentimentale con un matrimonio fallito alle spalle come era accaduto a lui in virtù della ragion di stato o delle convenienze economiche del momento ed era intenzionato a fare sì che il suo primogenito ed erede avesse la possibilità di incontrare la futura moglie prima di ogni possibile accordo formale tra le parti. Nel 1702 iniziarono dei negoziati per ottenere la mano della principessa Edvige Sofia di Svezia, duchessa vedova e reggente del ducato tedesco di Holstein-Gottorp, ma non se ne fece nulla. Nel giugno del 1705, sotto il falso nome di "Monsieur de Busch", Giorgio visitò il principato di Ansbach nella residenza estiva di Triesdorf per investigare in incognito una possibile candidata al matrimonio, la principessa Carolina di Brandeburgo-Ansbach, la protetta di sua zia la regina Sofia Carlotta di Prussia. L'ambasciatore inglese nell'Hannover, Edmund Poley, riportò come Giorgio fosse stato così positivamente colpito "dal buon carattere [della principessa] da non pensare ad altra". Alla fine di luglio di quello stesso anno venne steso il contratto di matrimonio. Il 22 agosto 1705 Carolina giunse ad Hannover per il suo matrimonio, evento che si tenne in quella sera stessa nella cappella del castello di Herrenhausen.
Giorgio era intenzionato a servire la propria patria nella guerra contro la Francia nelle Fiandre, ma suo padre non gli concesse di prendere parte agli scontri attivamente fino a quando non avesse avuto almeno un erede. Nel 1707 le speranze del re Giorgio I vennero esaudite quando Carolina diede alla luce un figlio, Federico. A luglio di quello stesso anno Carolina si ammalò seriamente di vaiolo, e Giorgio prese pure la medesima malattia standole devotamente accanto durante la sua degenza. Entrambi si ripresero. Nel 1708 Giorgio ottenne il permesso di prendere parte alla battaglia di Oudenarde nell'avanguardia della cavalleria hannoveriana; il suo cavallo e il colonnello Johann Albrecht von Lösecke che gli si trovavano al fianco nello scontro, vennero uccisi, ma Giorgio riuscì a sopravvivere senza ferite. Il comandante inglese, lord Marlborough, scrisse che Giorgio "si distinse grandemente, caricando alla testa dei suoi uomini e animandoli con il suo esempio, giocando un buon ruolo per la felice vittoria". Tra il 1709 e il 1713 Giorgio e Carolina ebbero altri tre figli insieme, tutte femmine: Anna, Amelia e Carolina.

#### L'Act of Settlement
In seguito all'Atto che aveva stabilito che la corona d'Inghilterra potesse passare unicamente nelle mani di principi di fede protestante, la regina Anna, sovrana dal 1702, elevò nel 1706 Giorgio Ludovico al ruolo di cavaliere dell'Ordine della Giarrettiera e poco dopo lo nominò duca di Cambridge, conte di Milford Haven, visconte Northallerton nella contea di York e barone Tewkesbury nella contea di Gloucester.
Dal 1714 la salute della regina Anna iniziò sempre più a declinare, e gli Whigs inglesi al governo, che sostenevano l'ascesa della casata di Hannover al trono inglese, ritennero opportuno per il figlio di un erede al trono che egli vivesse stabilmente in Inghilterra a salvaguardia della successione protestante alla morte di Anna. Giorgio, in quanto pari del regno, era inoltre tenuto a prendere parte regolarmente alle sessioni della Camera dei Lord. Anna e il padre di Giorgio non erano concordi con quest'idea e lasciarono Giorgio e Carolina a vivere in Germania.
Quando la regina Anna morì, suo padre Giorgio divenne re di Gran Bretagna con il nome di Giorgio I e fu solennemente incoronato nell'abbazia di Westminster il 1º agosto 1714. Giorgio Augusto divenne automaticamente Duca di Cornovaglia, Duca di Rothesay e Conte di Carrick. Il padre lo nominò poi principe di Galles e Conte di Chester il 27 settembre 1714.

### Principe di Galles

#### Il difficile rapporto con il re

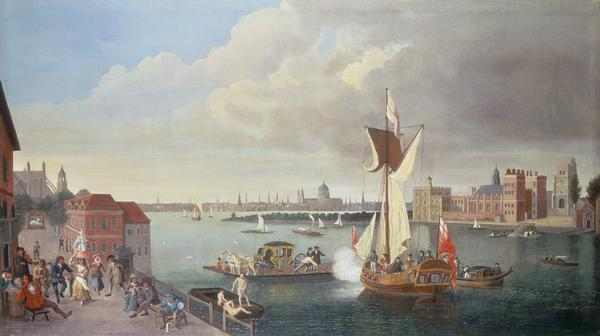
Londra nel 1710 circa

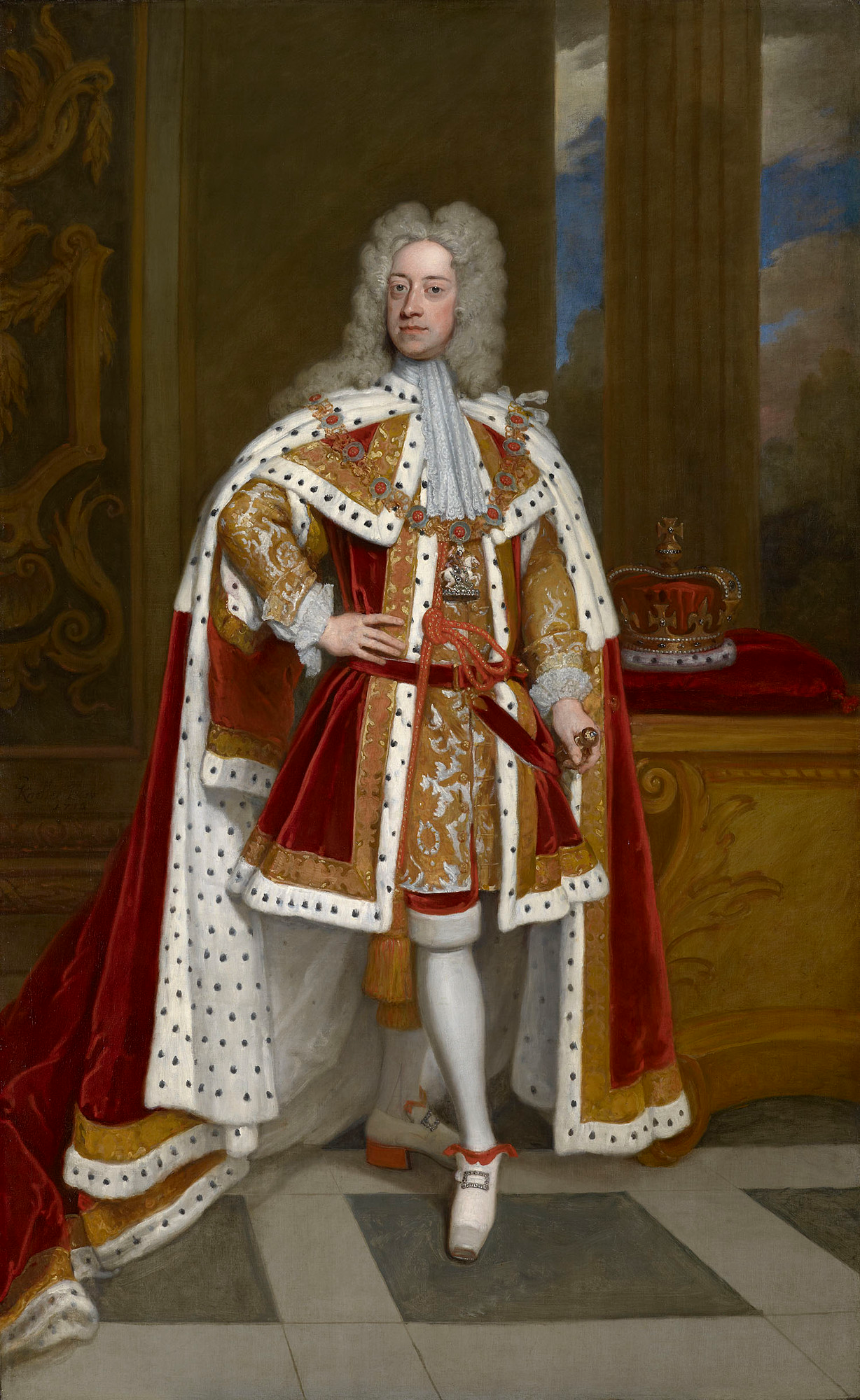
Ritratto di Giorgio, principe di Galles, del pittore Kneller, 1716

Giorgio e suo padre salparono alla volta dell'Inghilterra dal porto di Le Hague il 16 settembre 1714 e giunsero a Greenwich due giorni dopo. Il giorno successivo, i due entrarono a Londra in una grandiosa processione cerimoniale. Giorgio ottenne il titolo di principe di Galles che spettava all'erede al trono inglese. Carolina seguì il marito in Inghilterra nell'ottobre di quello stesso anno con le loro figlie, mentre Federico rimase ad Hannover per essere educato da tutori privati. Londra era una città immensa per Giorgio: grande almeno cinquanta volte Hannover, la sola folla che presenziò al suo ingresso era pari a 500.000 spettatori.
A luglio del 1716 il re tornò ad Hannover per un periodo di sei mesi e Giorgio ottenne i poteri di reggente con diverse limitazioni con il titolo di "Guardiano e Luogotenente del Reame" durante l'assenza del padre. Egli si portò in visita a Chichester, Havant, Portsmouth e Guildford nell'Inghilterra meridionale. Cenò al Palazzo di Hampton Court. Vi fu anche un attentato alla sua vita presso il Teatro Reale di Drury Lane, che però andò fortunatamente fallito e che non fece altro che aumentare la sua popolarità.
Il rapporto che il principe Giorgio aveva con suo padre era sempre stato pessimo, anche per il fatto che Giorgio I non si fidava del suo primogenito e soprattutto era geloso della sua popolarità in Inghilterra. D'altro canto Giorgio II non perdonò mai il padre per aver imprigionato sua madre e aveva fatto assassinare il suo amante perché lei, stufa del fatto che la tradisse con diverse amanti, aveva osato fare lo stesso lei stessa per ripicca. La nascita nel 1717 del secondogenito di Giorgio, il principe Giorgio Guglielmo, fu la goccia che fece traboccare il vaso in questa diatriba famigliare; il re, secondo l'uso dell'epoca, nominò il Lord Ciambellano Thomas Pelham-Holles, I duca di Newcastle, al ruolo di padrino al battesimo del principe neonato. Il re fu indispettito dallo scoprire che il principe di Galles, che aveva personalmente in odio il duca di Newcastle, lo aveva insultato verbalmente alla cerimonia di battesimo, al punto che il duca richiese un duello. Giorgio e Carolina, per evitare di dovere affrontare il fatto in pubblico, vennero temporaneamente confinati nei loro appartamenti per ordine del re, che successivamente bandì suo figlio dal palazzo di St. James, residenza ufficiale del sovrano inglese. Il principe e la principessa del Galles lasciarono la corte, ma i loro figli rimasero a Londra sotto la cura personale del re.
Giorgio e Carolina erano però seriamente intenzionati a rivedere i loro figli e pertanto colsero delle occasioni per far loro visita in incognito nel palazzo, senza l'approvazione del re. Quando il re venne comunque a sapere del fatto, venne costretto ad ammettere di essere stato troppo duro nei confronti del figlio e gli permise di vedere i propri bambini due volte alla settimana, permettendo poi a Carolina l'accesso incondizionato al palazzo. Quando il piccolo Giorgio Guglielmo morì nel febbraio successivo, suo padre era al suo capezzale.

#### Politica di opposizione
Bandito dal palazzo reale e oltraggiato dallo stesso sovrano, il principe di Galles si impegnò negli anni successivi per fare tutto quanto fosse stato in suo potere per osteggiare la politica di governo del padre. La sua residenza londinese, Leicester House, era diventata il punto di ritrovo di gentiluomini caduti in disgrazia presso il re o che non condividevano le sue linee di governo, inclusi Sir Robert Walpole e Charles Townshend.
Nel 1720 Walpole, che era tornato a essere un membro del governo dopo che ne era stato allontanato nel 1717, convinse il re a reintegrare pienamente nel suo ruolo il figlio primogenito: Giorgio poté così ritornare a presenziare a tutte le cerimonie e gli furono restituiti tutti i privilegi propri dell'erede al trono inglese.
Con la Bolla della South Sea Company Robert Walpole toccò i vertici del proprio potere: fu per lui il periodo di maggior splendore politico. Assieme al suo partito Whig cementò tanto le sue decisioni nella politica britannica che per molto tempo non si videro più primi ministri tory. Avvicinandosi dunque a Giorgio I, Walpole perse con il passare del tempo il favore di Giorgio Augusto.

### Re di Gran Bretagna

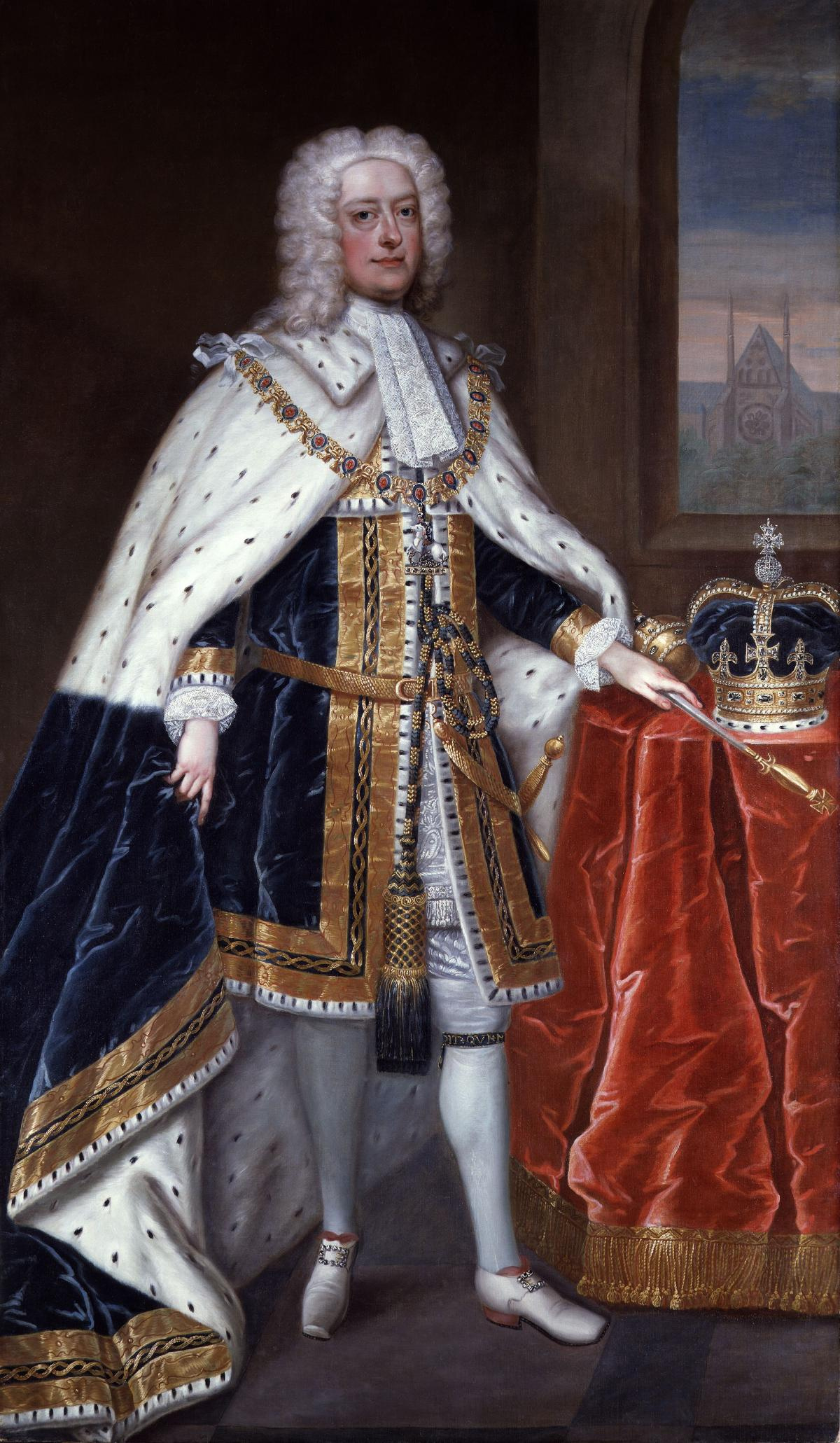
Giorgio II, ritratto da Charles Jervas, circa 1727

L'11 giugno 1727 il re Giorgio I morì mentre si trovava nella città di Hannover e Giorgio Augusto salì al trono con il nome di Giorgio II come sovrano inglese e principe elettore tedesco.
Il nuovo sovrano decise di non portarsi in Germania per il funerale del padre, fatto che anziché attirargli critiche lo fece amare ancora di più dagli inglesi che videro in tale gesto la sua volontà di non abbandonare la propria patria in un momento così delicato come il passaggio della corona. Tra i suoi primi atti, vi fu la necessaria soppressione delle disposizioni del testamento del defunto genitore: quest'ultimo, in maniera illegale, aveva predisposto la divisione futura dei domini nelle mani della sua persona, lasciando appunto il regno di Gran Bretagna a Giorgio II e ai suoi eredi, mentre l'Hannover sarebbe passato ai futuri nipoti di Giorgio II in linea collaterale. I primi ministri di Gran Bretagna e Hannover erano favorevoli alla visione di Giorgio II di boicottare la volontà paterna in quanto inoltre consideravano illegale la prerogativa che Giorgio I aveva voluto assumere su di sé nel determinare la successione dei suoi domini che quindi rimasero in unione personale nelle mani del sovrano inglese fino alla prima metà del XIX secolo. Ovviamente gli oppositori di Giorgio II sostennero che egli non aveva i poteri legali per contraddire le disposizioni testamentarie di suo padre.
Giorgio II venne incoronato all'abbazia di Westminster l'11 ottobre 1727. George Frideric Handel ottenne la commissione di scrivere i canti per la cerimonia, tra cui il famosissimo inno Zadok the Priest.
Inizialmente Giorgio II rimpiazzò sir Robert Walpole, troppo vicino alla linea politica del padre, con Sir Spencer Compton; il re scelse Compton, e non Walpole, per scrivere il suo primo discorso pubblico. Ma Compton chiese l'aiuto di Walpole nella compilazione del discorso e la regina Carolina, ardente sostenitrice di sir Walpole, convinse il re ad allontanare l'inetto Compton a favore del vecchio primo ministro. Il sovrano non si oppose: in accordo con la consorte, riconfermò Walpole alla carica di Primo Ministro. Walpole riuscì a convincere numerosi conservatori ad accettare la linea di successione al trono adottata dall'Act of Settlement come valida. In cambio il re aiutò sir Robert a divenire il capo di un partito Whig con sempre maggiore influenza e potere sulle decisioni politiche del regno. Walpole divenne la vera e propria guida della politica reale; finché rimase in vita la regina, la posizione del ministro si mantenne sicura.
Mentre Giorgio II era desideroso di entrare in guerra in Europa, Walpole si mantenne sempre cauto e prudente: nel 1729 riuscì a convincere il re a firmare un trattato di pace con la Spagna. Nel 1732 il re fondò lo stato della Georgia nelle colonie americane e nel 1737, l'Università di Gottinga in Germania.

#### Problemi in famiglia

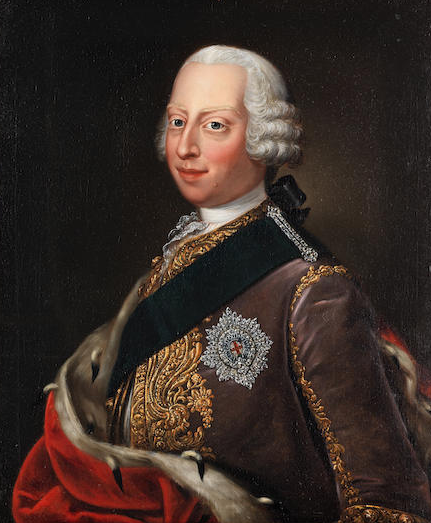
Federico, principe di Galles, con il quale Giorgio II ebbe sempre un rapporto conflittuale

Come era già accaduto nel rapporto tra Giorgio II e suo padre Giorgio I, anche tra il sovrano inglese e il principe del Galles, Federico, le cose non andarono per il meglio e anzi il rapporto tra i due peggiorò ulteriormente nel corso degli anni '30 del Settecento.
Federico era stato lasciato a crescere in Germania mentre i suoi genitori si erano portati in Inghilterra e di conseguenza egli non li rivide per ben quattordici anni, motivo per cui il giovane ragazzo crebbe sostanzialmente disinnamorato di suo padre e di sua madre. Nel 1728, Federico compì il proprio primo viaggio in Inghilterra, divenendo dal suo sbarco una figura di spicco in opposizione al governo di suo padre. Quando Giorgio II si portò in visita ad Hannover nelle estati del 1729, 1732 e 1735, lasciò in patria la moglie con l'incarico di reggente anziché il figlio, il che rappresentò un ulteriore motivo di attrito tra i due. Contemporaneamente, la rivalità tra Giorgio II e suo cognato e cugino primo Federico Guglielmo I di Prussia aveva portato a delle tensioni al confine prussiano-hannoveriano, che addirittura portarono alla mobilitazione di truppe nelle rispettive aree. Del resto anche i negoziati di matrimonio tra il principe di Galles e la figlia di Federico Guglielmo, Guglielmina si erano protratti per anni dal momento che nessuna delle due parti voleva cedere alle richieste dell'altra e infine l'idea sfumò. Al contrario, il principe sposò la principessa Augusta di Sassonia-Gotha-Altenburg nell'aprile del 1736.
A maggio del 1736 Giorgio tornò ad Hannover, fatto che portò a un notevole peggioramento della sua popolarità in Inghilterra; un pamphlet satirico venne appeso ai cancelli del palazzo di St. James per deplorare la sua assenza: "Perso o cacciato da questa casa, un uomo che ha lasciato la moglie e sei figli alla berlina." Il rapporto tra Giorgio II e il primogenito Federico peggiorò ulteriormente nel 1737: a causa dell'inclemente inverno in Germania il sovrano inglese fece proposito di ritornare in patria, ma la nave a bordo della quale viaggiava finì nel bel mezzo di una tremenda tempesta, al punto che a Londra giunsero voci che il re era annegato nell'incidente. A gennaio del 1737 Giorgio II riuscì a tornare sano e salvo in Inghilterra. Immediatamente si ammalò di emorroidi e febbre e venne costretto a un lungo periodo di degenza a letto. Il principe di Galles iniziò a dire che il re era giunto ormai alla fine della sua vita, e non appena Giorgio II venne a sapere di queste voci fece di tutto per rialzarsi e prendere parte a quanti più eventi pubblici potesse per sfatare quanto dichiarato dai suoi detrattori, tra i quali figurava appunto suo figlio tra i primi.

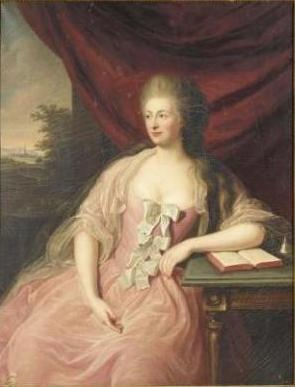
Amalie von Wallmoden, creata contessa di Yarmouth, fu una delle più durature amanti di Giorgio II di Gran Bretagna e madre di un figlio illegittimo avuto dal sovrano inglese, Giovanni Ludovico di Wallmoden-Gimborn.

Quando il principe di Galles chiese al parlamento un aumento del proprio compenso, esplose un nuovo caso. Il sovrano, che aveva la reputazione di parsimonioso, gli offrì un accordo privato che Federico rifiutò. Il parlamento si oppose a questa trattativa privata ritenendo che il ruolo del principe di Galles fosse innanzitutto un ruolo al servizio dello stato, e non un ruolo privato, ma Giorgio II volle comunque accondiscendere alla richiesta del figlio, su consiglio del primo ministro Walpole, nel tentativo di attirarlo dalla propria parte. Altre frizioni si ebbero quando il principe Federico escluse il re e la regina consorte dalla partecipazione della nascita di sua figlia nel luglio del 1737: non appena si ruppero le acque, Federico caricò la moglie su una carrozza nel bel mezzo della notte e si allontanò con lei e con la levatrice dal palazzo. Giorgio alla fine di tutte queste problematiche, prese la decisione di bandire il principe e la sua famiglia dalla corte reale, come pure aveva fatto suo padre con lui, concedendo comunque a Federico di mantenere la custodia dei suoi figli.
Poco dopo la moglie di Giorgio, Carolina, morì il 20 novembre 1737. Il sovrano inglese fu particolarmente colpito da questo fatto e a detta di molti mostrò "una tenerezza di cui il mondo lo riteneva incapace". Sul letto di morte della consorte, questa implorava Giorgio II di risposarsi dopo la sua morte, ma lui rispose secco "Non, j'aurai des maîtresses!" (in francese, "No, ma avrò delle amanti!"). Giorgio II era infatti cosa risaputa che avesse già avuto delle amanti negli anni del suo matrimonio e di aver tenuto Carolina informata di questo fatto. Henrietta Hobart, più tardi gratificata del titolo di contessa di Suffolk, si spostò ad Hannover con il marito durante il regno della regina Anna, e fu una delle dame di compagnia della regina Carolina. Questa fu l'amante di Giorgio dall'ascesa di suo padre Giorgio I al trono inglese fino al novembre del 1734. La successiva amate di Giorgio II fu Amalie von Wallmoden, poi contessa di Yarmouth, il cui figlio Giovanni Ludovico di Wallmoden-Gimborn risultò figlio naturale del sovrano inglese, per quanto non poté riconoscerlo dal momento che l'amante era sposata all'epoca della nascita del bambino.

### Guerra e ribellione

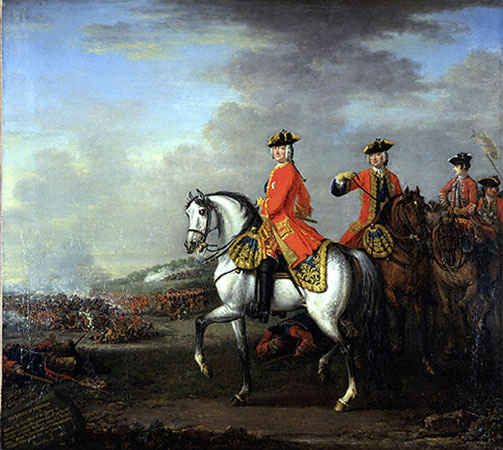
Giorgio II in battaglia sul campo di Dettingen

Contro il consiglio del primo ministro Robert Walpole, Giorgio II decise di entrare in guerra. Iniziò così la guerra dell'orecchio di Jenkins, contro la Spagna nel 1739.
Intanto l'intera Europa era scossa dalla notizia della morte dell'Imperatore del Sacro Romano Impero Carlo VI, avvenuta nel 1740: ora sul trono d'Austria a guidare Casa Asburgo sarebbe dovuta salire la figlia di Carlo, Maria Teresa.
Sir Robert non poté fare nulla per fermare il suo sovrano nell'intervenire nella Guerra di successione austriaca; anzi, accusato pubblicamente nel 1742, dovette abbandonare, dopo vent'anni di servizio, il mondo della politica. Fu quindi rimpiazzato da Spencer Compton, la prima scelta di Giorgio II, che venne nominato Conte di Wilmington. Il periodo di governo di Lord Wilmington fu breve, tanto che nel 1743 fu sostituito da Henry Pelham.
La guerra intanto proseguiva. Se la Gran Bretagna non fosse intervenuta nel conflitto a fianco della causa di Maria Teresa, la Francia avrebbe acquisito un potere troppo grande e sarebbe divenuta in breve il più potente stato europeo. Con il supporto di Lord Carteret, principale esponente del partito a favore della guerra, Giorgio II inviò truppe sul continente, ufficialmente con il compito di sostenere Maria Teresa, in realtà per una efficace difesa del piccolo stato di Hannover, minacciato dall'avanzata delle truppe nemiche.
Il re in persona guidò l'esercito comandando le operazioni direttamente sul campo nella battaglia di Dettingen del 1743. Questa fu l'ultima battaglia in cui un monarca britannico guidò sul campo di persona le proprie truppe.
La guerra comunque non fu accolta con entusiasmo dall'opinione pubblica poiché sembrava facesse più gli interessi dell'Hannover che non del regno inglese.

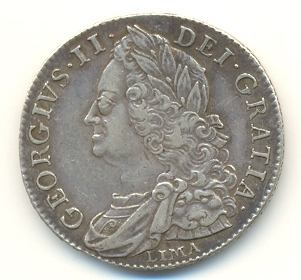
Moneta da mezza corona raffigurante sul diritto un ritratto del re Giorgio II.

Durante la guerra di successione austriaca, gli oppositori francesi di Giorgio II incitarono i Giacobiti alla rivolta. I Giacobiti erano i sostenitori del Cattolicesimo romano e di Giacomo II, il re deposto nel 1689 e rimpiazzato non dal figlio cattolico, ma dalla figlia protestante Maria II.
Il figlio di Giacomo II, Giacomo Francesco Edoardo Stuart, conosciuto con il nome Old Pretender, tentò due ribellioni entrambe di scarso effetto: una nel 1715 e una nel 1719. Il figlio dell'Old Pretender, Carlo Edoardo Stuart, conosciuto con il nome di Bonnie Prince Charlie, tentò una grande ribellione nel 1745 sulle orme del padre.
La rivolta cominciò in Scozia nel luglio del 1745. Molti scozzesi si unirono alla sua causa e con l'aiuto di essi, Carlo Edoardo riuscì a sconfiggere in un primo tempo le truppe inglesi e a penetrare in territorio inglese. Il re di Francia Luigi XV aveva promesso l'invio di dodicimila uomini di sostegno che però non arrivarono mai.
Il duca di Cumberland, già a capo dell'esercito durante le battaglie in Europa, in breve riuscì a far rientrare i ribelli entro i confini scozzesi. Il 16 aprile 1746 le truppe del principe Carlo furono annientate dall'esercito reale nella battaglia di Culloden, l'ultima battaglia combattuta sul suolo inglese. Carlo fuggì in Francia, mentre molti scozzesi furono catturati e condannati a morte.
La guerra ebbe termine con il trattato di Aquisgrana, che lasciava aperte delle questioni (come per esempio il possesso della Slesia) che avrebbero portato entro un decennio alla guerra dei sette anni, dopo un rovesciamento delle alleanze e la fine dell'alleanza anglo-austriaca.

### Ultimi anni

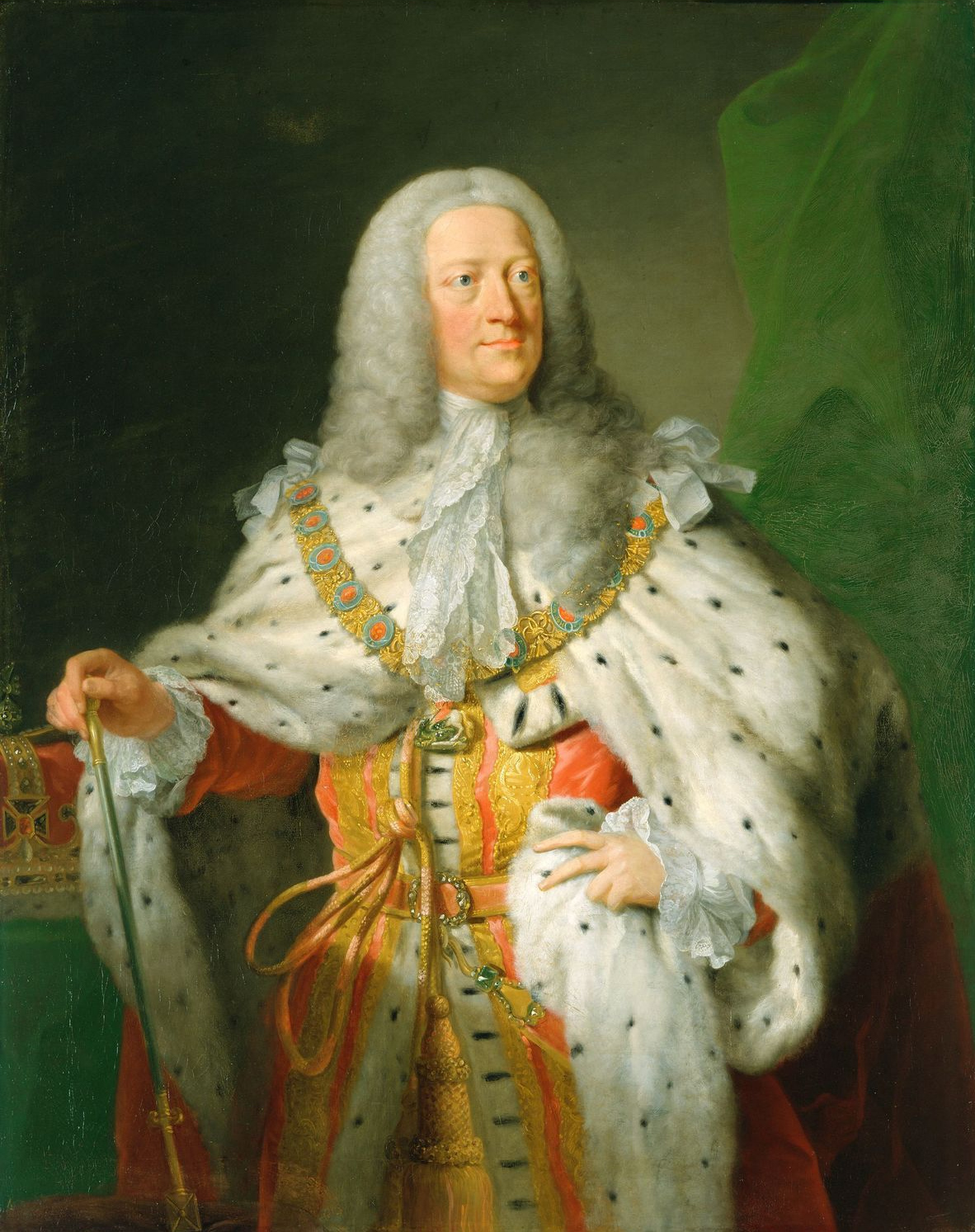
Giorgio II, ritratto da John Shackleton, 1755

Durante l'ultimo periodo della sua vita, Giorgio II non si dedicò attivamente né alla vita politica, né a quella militare. In questi anni, con l'avvento dei primi macchinari, aumentò molto la popolazione del regno e i possedimenti coloniali in India si ingrandirono notevolmente, grazie al susseguirsi di vittoriose battaglie condotte dalle truppe inglesi comandate da Robert Clive.
Quando nel 1751 Federico, Principe di Galles, morì, gli succedette subito nel titolo e nella condizione di erede al trono il figlio Giorgio, Duca di Edimburgo.
Nel 1752 venne riformato il calendario. Nel 1754 Giorgio II istituì nella città coloniale di New York il King's College, che dopo le vicende della Rivoluzione americana, prese il nome, che mantiene ancor oggi, di Columbia University. Lo stesso anno morì il Primo Ministro del re, Henry Pelham, che venne rimpiazzato prima da suo fratello, Thomas Pelham-Holles, creato Duca di Newcastle-upon-Tyne e in seguito da William Cavendish, quarto Duca di Devonshire nel 1756.
Altro importante ministro del regno di Giorgio II fu William Pitt il Vecchio. Pitt era stato Segretario di Stato durante l'amministrazione di Lord Devonshire, ma era disprezzato dal sovrano date le critiche mosse alla campagna militare condotta dall'Inghilterra durante la guerra di successione austriaca. L'indignazione di Giorgio II raggiunse il vertice nel 1757 quando cacciò Pitt, per poi farlo tornare qualche tempo dopo. Nello stesso periodo tornò a occupare la carica di Primo Ministro Lord Newcastle e Pitt venne nominato Segretario di Stato. Con questa carica si occupò della vicende della guerra dei sette anni.

### La Guerra dei Sette anni e la morte
Maria Teresa d'Asburgo, che mirava al recupero della Slesia, si era riavvicinata alla Francia dei Borboni grazie all'opera diplomatica del ministro von Kaunitz. La Gran Bretagna si trovava in scontro oramai aperto nelle colonie con la Francia e nell'esigenza di garantire l'integrità dei territori ereditari dell'Hannover, difendendoli dall'espansionismo continentale francese, cosa che l'Austria non sembrava più disposta a fare. Fu così che siglò con la Prussia la convenzione di Westminster. Ciò spinse però la zarina Elisabetta di Russia a ritenere vanificato il legame con la Gran Bretagna stabilito nella convenzione di San Pietroburgo e a seguire i propri sentimenti personali di odio verso Federico II di Prussia, aderendo alla coalizione franco-austriaca in via di formazione e ai piani di smembramento della Prussia promossi dal Kaunitz.
In breve la scena militare europea si trovava a essere divisa in due: da una parte la grande coalizione che comprendeva Francia, Russia, Austria, Svezia e Sassonia, dall'altra gli stati di Gran Bretagna, Prussia e Hannover. Il conflitto fu aperto da una dichiarazione formale di guerra tra Gran Bretagna e Francia, il 18 maggio 1756, e dall'attacco francese a Minorca, sebbene scontri avvenissero in territorio americano già da due anni, ma la fase continentale vera e propria ebbe inizio con l'attacco di Federico, che si sentiva oramai circondato, alla Sassonia, in agosto.
Uno dei figli di Giorgio II, il duca di Cumberland, comandò le truppe del sovrano nella Germania settentrionale. Nel 1757 l'Hannover venne invaso e Giorgio diede a suo figlio pieni poteri per concludere una pace separata, ma dal settembre di quello stesso anno si trovò a scoprire che il figlio aveva concluso un negoziato che egli sentiva come fortemente favorevole alla Francia. Giorgio disse di suo figlio: "mi ha rovinato, ma si è pure posto in disgrazia". Il duca di Cumberland, per sua scelta spontanea, si dimise da ogni incarico militare e Giorgio revocò il patto sottoscritto dal figlio sulla ragione del fatto che i francesi lo avevano infranto disarmando le truppe dell'Hannover dopo il cessate il fuoco.
Nell'annus mirabilis del 1759 le truppe inglesi catturarono Québec e Guadalupa. Un tentativo francese di invadere la Gran Bretagna venne stroncato sul nascere dopo una serie di battaglie navali a Lagos e nella baia di Quiberon che si conclusero favorevolmente verso gli inglesi, come pure venne bloccata l'avanzata dei francesi verso l'Hannover con la vittoria inglese nella battaglia di Minden.
Giorgio II non poté assistere alla fine della guerra, che vide emergere il suo regno come la principale potenza coloniale, perché il 25 ottobre 1760 si spense per una dissezione dell'aorta. Il re si era alzato come ogni mattina alle 6.00 in punto e si era fatto servire la sua cioccolata. Dopodiché si era portato alla comoda dove, dopo avere espletato i propri bisogni, si stava portando alla propria scrivania per iniziare la giornata di lavoro a occuparsi delle cose di governo, quando alzandosi venne per l'appunto colto da una dissezione dell'aorta toracica. Già in quell'anno era divenuto quasi completamente sordo e cieco di un occhio. Venne sepolto assieme alla moglie Carolina nella abbazia di Westminster l'11 novembre successivo. Fu l'ultimo monarca britannico a essere sepolto nella abbazia. A succedergli fu il nipote, figlio del defunto figlio Federico, che prese il nome di Giorgio III.

## Nella cultura di massa
Giorgio II donò la sua biblioteca personale al British Museum nel 1757, appena quattro anni dopo la fondazione del museo stesso. Egli non aveva mai avuto interesse nella lettura, nelle arti o nelle scienze, preferendo trascorrere il proprio tempo libero nella caccia, nelle corse a cavallo o nel gioco delle carte. Nel 1737 egli fondò l'Universià di Gottinga, la prima università nell'Elettorato di Hannover, e le fece visita nel 1748. L'asteroide 359 Georgia venne così chiamato in suo onore dal dipartimento astronomico della medesima università nel 1902. Appare anche nel film Pirati dei Caraibi - Oltre i confini del mare, interpretato da Richard Griffiths. Egli fu cancelliere del Trinity College di Dublino dal 1716 al 1727 e nel 1754 autorizzò la fondazione del King's College di New York che poi divenne la Columbia University. La provincia della Georgia, fondata nel 1732, prese da lui il proprio nome.

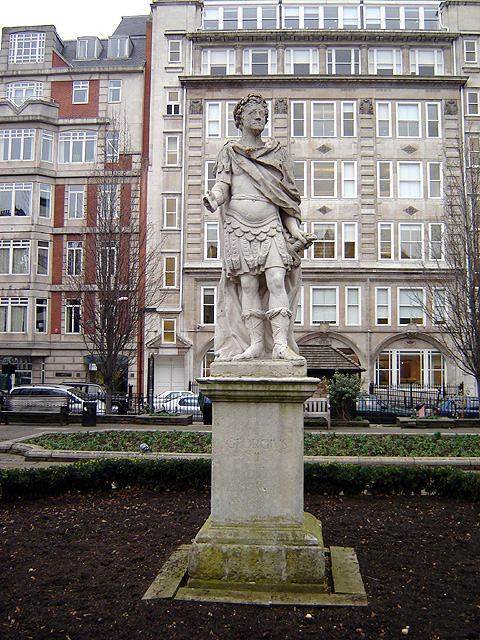
Statua di Giorgio II eseguita dallo scultore John Van Nost nel 1753 e posta in Golden Square, Londra

Durante il regno di Giorgio II l'Inghilterra seppe diventare gradualmente una grande potenza senza rivali nel mondo dell'epoca. Tuttavia, nelle memorie di alcuni contemporanei come Lord Hervey e Horace Walpole, Giorgio venne spesso dipinto come un debole buffone, governato da sua moglie e dai suoi ministri. Le biografie di Giorgio II scritte durante il XIX secolo e la prima parte del XX secolo si appoggiarono a questi racconti. A partire dalla seconda metà del Novecento, gli storici hanno compiuto analisi più approfondite sulla figura di Giorgio II scoprendo che egli non fu un inetto come molti pensavano fino a quel momento. Le lettere inviategli dai suoi ministri e ancora oggi conservate, sono apparse piene di appunti del sovrano stesso, di sottolineature ed evidenziature, segno che lo stesso re era interessato alla politica del suo paese in maniera attiva, in particolare a quella estera. Egli fu in grado di opporsi a quanti non lo soddisfacevano e destinarli ad altri incarichi di minore peso. Questa correzione accademica non ha totalmente eliminato il sentore popolare di Giorgio II come un "re futile" per l'Inghilterra. La sua parsimonia, per esempio, venne da molti vista come una cosa ridicola in un'epoca dove lo sfarzo e la gloria di una nazione potente come l'Inghilterra avrebbero dovuto manifestarsi innanzitutto nell'immagine pubblica del proprio sovrano. Lord Charlemont disse di Giorgio: "Il suo temperamento era caldo e impetuoso, ma era di buon cuore e sincero. Poco dotato nel talento reale per la dissimulazione, apparve sempre come era in realtà." Lord Waldegrave scrisse "Sono convinto che in futuro, quando il tempo gli avrà reso giustizia [...] sarà visto tra quei sovrani patrioti sotto il governo dei quali un popolo possa dire di avere raggiunto un notevole livello di felicità". Giorgio II non giocò un ruolo fondamentale nella storia mondiale della sua epoca, ma fu un personaggio comunque influente nella creazione di un governo costituzionale in Inghilterra e considerato moderno agli occhi della storiografia attuale. Elizabeth Montagu disse di lui: "Con lui le nostre leggi e le nostre libertà sono al sicuro; egli possiede molta confidenza con il suo popolo e ha il rispetto dei governanti stranieri [...] Per il suo carattere non sarà oggetto di epiche poesie, ma troverà comunque la sua sobria pagina di storia."

## Armi e titoli

### Titoli
Nell'Hannover:
- 10 novembre 1683–ottobre 1692: Sua Altezza il duca Giorgio Augusto di Brunswick-Lüneburg
- Ottobre 1692–23 gennaio 1698: Sua Altezza il Principe Giorgio Augusto di Hannover, duca di Brunswick-Lüneburg
- 23 gennaio 1698–11 giugno 1727: Sua Altezza il Principe Giorgio, il Principe Ereditario di Hannover, duca di Brunswick-Lüneburg

In Gran Bretagna:
- 4 aprile 1706–9 novembre 1706: Sua Altezza il Principe Giorgio, il Principe Ereditario di Hannover, Duca di Brunswick-Lüneburg, K.G.
- 9 novembre 1706–1º agosto 1714: Sua Altezza Reale il Principe Giorgio, Il Duca e Marchese di Cambridge, Conte di Milford Haven, Visconte Northallerton nella contea di York e Barone Tewkesbury nella contea di Glouchester[17], Principe di Gran Bretagna, Principe Ereditario di Hannover, Duca di Brunswick-Lüneburg, K.G.
- 1º agosto–27 settembre 1714: Sua Altezza Reale il Principe Giorgio, Il Duca di Cornovaglia, Duca di Rothesay, Duca e Marchese di Cambridge, Conte di Carrick, Conte di Milford Haven, Visconte Northallerton nella contea di York, Barone di Renfrew, Barone Tewkesbury nella contea di Glouchester, Lord delle Isole e Principe e Gran Intendente di Scozia, Principe di Gran Bretagna, Principe Ereditario di Hannover, Duca di Brunswick-Lüneburg, K.G.
  - In Scozia, 1º agosto 1714–11 giugno 1727: Sua Altezza Reale il Principe Giorgio, Il Duca di Rothesay, Conte di Carrick, Barone di Renfrew, Lord delle Isole e Principe e Gran Intendente di Scozia, Principe di Gran Bretagna, Principe Ereditario di Hannover, Duca di Brunswick-Lüneburg, K.G.
- 27 settembre 1714–11 giugno 1727: Sua Altezza Reale il Principe Giorgio, Il Principe di Galles, Duca di Cornovaglia, Duca di Rothesay, Duca e Marchese di Cambridge, Conte di Chester, Conte di Carrick, Conte di Milford Haven, Visconte Northallerton nella contea di York, Barone di Renfrew, Barone Tewkesbury nella contea di Glouchester, Lord delle Isole e Principe e Gran Intendente di Scozia, Principe di Gran Bretagna, Principe Ereditario di Hannover, Duca di Brunswick-Lüneburg, K.G.
- 11 giugno 1727–25 ottobre 1760: Sua Maestà Il re

In Gran Bretagna, Giorgio II usava la formula "Giorgio Secondo, per la Grazia di Dio, re di Gran Bretagna, Francia e Irlanda, Difensore della Fede, etc.". In alcuni casi, specialmente nella stipulazione di trattati, utilizzava la formula: "Duca di Brunswick-Lüneburg, Arcitesoriere e Principe Elettore del Sacro Romano Impero" seguita da "etc."

### Armi
Quando Giorgio divenne principe di Galles, nel 1714, ottenne l'uso dello stemma reale con uno scudetto rosso nel quarto dello stemma di Hannover con un lambello a tre punte d'argento. Sull'elmo venne riportata la coroncina relativa al suo rango.
Da sovrano utilizzò lo stemma di suo padre senza varianti.
| Stemma da principe di Galles 1714–1727 | Stemma di Giorgio II come re di Gran Bretagna 1727–1760 |

## Discendenza

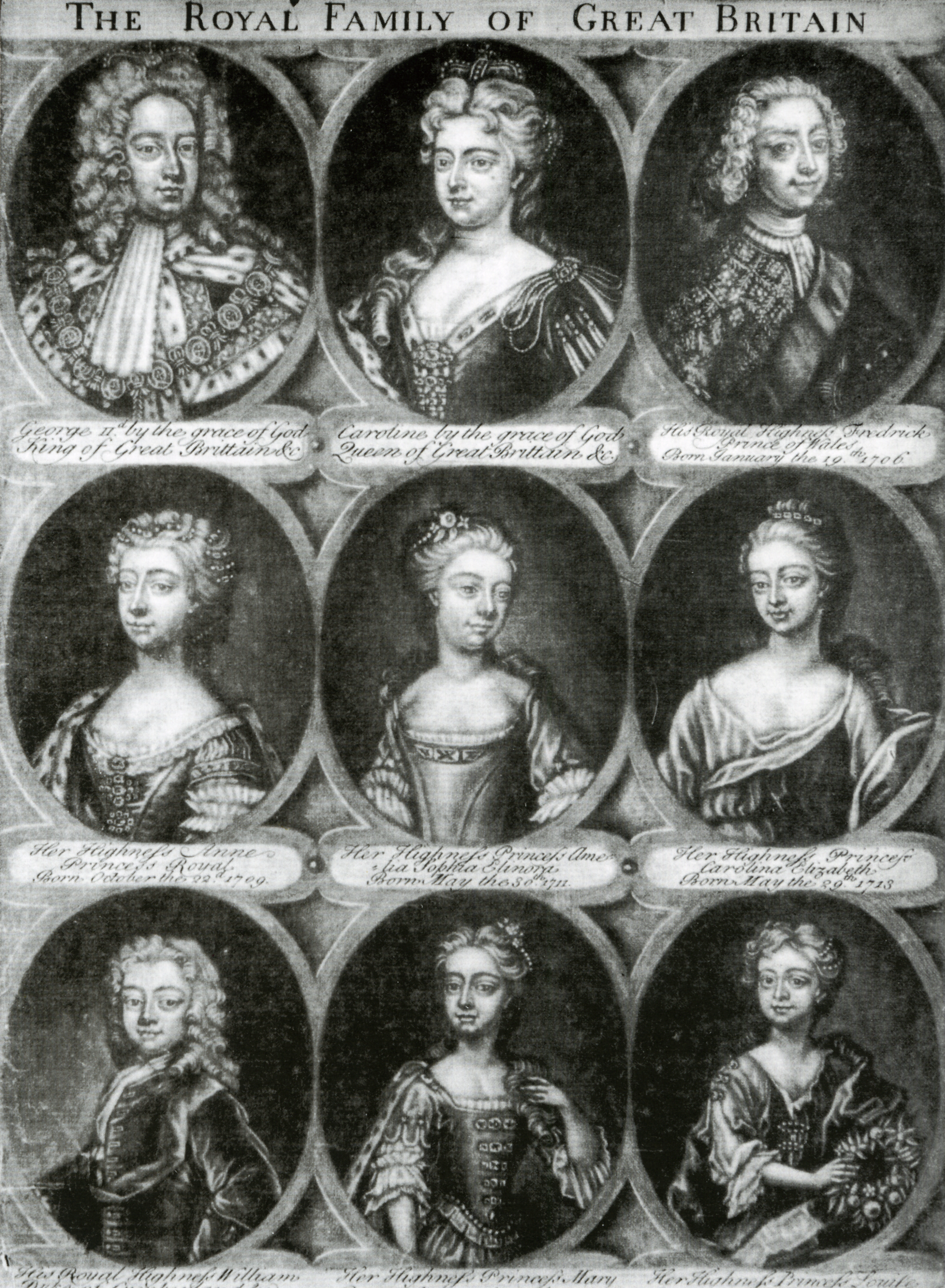
Giorgio, sua moglie Carolina e i suoi figli in una stampa d'epoca

Nel 1705, nella cappella del castello di Herrenhausen, ad Hannover, l'allora principe Giorgio sposò Carolina di Brandeburgo-Ansbach, dalla quale ebbe i seguenti eredi:
- Federico, principe del Galles (1º febbraio 1707 – 31 marzo 1751), sposò Augusta di Sassonia-Gotha-Altenburg, ebbero figli; fra i suoi discendenti la regina Vittoria del Regno Unito
- Anna, principessa reale (2 novembre 1709 – 12 gennaio 1759), sposò Guglielmo IV di Orange-Nassau, ebbero figli; fra i suoi discendenti Guglielmo di Orange-Nassau primo re dei Paesi Bassi e Adolfo di Nassau, primo granduca del Lussemburgo della dinastia Nassau-Weilburg ancora regnante
- Amelia Sofia (10 giugno 1711 – 31 ottobre 1786)
- Carolina Elisabetta (10 giugno 1713 – 28 dicembre 1757)
- un figlio (20 novembre 1716)
- Giorgio Guglielmo (13 novembre 1717 – 17 febbraio 1718)
- Guglielmo Augusto (26 aprile 1721 – 31 ottobre 1765)
- Maria (5 marzo 1723 – 14 gennaio 1772), sposò Federico II di Assia, ebbero figli; fra i suoi discendenti il re Cristiano IX di Danimarca
- Luisa (18 dicembre 1724 – 19 dicembre 1751), sposò Federico V di Danimarca, ebbero figli

Dall'amante Amalie von Wallmoden ebbe un figlio illegittimo:
- Giovanni Ludovico di Wallmoden-Gimborn (1736-1811), generale

## Ascendenza

Lo stemma di Giorgio, principe di Galles (1714-1727).

Il monogramma personale del re Giorgio II.

|                                         |                               |                                            | Genitori                                |  |  | Nonni |  |  | Bisnonni                      |  |  | Trisnonni                                  |  |
|                                         |                               |                                            |                                         |  |  |       |  |  | Giorgio di Brunswick-Lüneburg |  |  | Guglielmo il Giovane di Brunswick-Lüneburg |  |
|                                         |                               |                                            |                                         |  |  |       |  |  | Giorgio di Brunswick-Lüneburg |  |  | Guglielmo il Giovane di Brunswick-Lüneburg |  |
|                                         |                               | Dorothea di Danimarca                      |                                         |  |  |       |  |  | Giorgio di Brunswick-Lüneburg |  |  |                                            |  |
| Ernesto Augusto di Brunswick-Lüneburg   |                               |                                            |                                         |  |  |       |  |  | Giorgio di Brunswick-Lüneburg |  |  |                                            |  |
|                                         |                               | Anna Eleonora di Assia-Darmstadt           | Luigi V d'Assia-Darmstadt               |  |  |       |  |  |                               |  |  |                                            |  |
|                                         |                               | Anna Eleonora di Assia-Darmstadt           | Luigi V d'Assia-Darmstadt               |  |  |       |  |  |                               |  |  |                                            |  |
|                                         |                               | Anna Eleonora di Assia-Darmstadt           | Maddalena di Brandeburgo                |  |  |       |  |  |                               |  |  |                                            |  |
| Giorgio I di Gran Bretagna              |                               | Anna Eleonora di Assia-Darmstadt           |                                         |  |  |       |  |  |                               |  |  |                                            |  |
|                                         |                               | Federico V del Palatinato                  | Federico IV del Palatinato              |  |  |       |  |  |                               |  |  |                                            |  |
|                                         |                               | Federico V del Palatinato                  | Federico IV del Palatinato              |  |  |       |  |  |                               |  |  |                                            |  |
|                                         |                               | Federico V del Palatinato                  | Luisa Giuliana d'Orange-Nassau          |  |  |       |  |  |                               |  |  |                                            |  |
| Sofia del Palatinato                    |                               | Federico V del Palatinato                  |                                         |  |  |       |  |  |                               |  |  |                                            |  |
|                                         |                               | Elisabetta Stuart                          | Giacomo I d'Inghilterra                 |  |  |       |  |  |                               |  |  |                                            |  |
|                                         |                               | Elisabetta Stuart                          | Giacomo I d'Inghilterra                 |  |  |       |  |  |                               |  |  |                                            |  |
|                                         |                               | Elisabetta Stuart                          | Anna di Danimarca                       |  |  |       |  |  |                               |  |  |                                            |  |
| Giorgio II di Gran Bretagna             |                               | Elisabetta Stuart                          |                                         |  |  |       |  |  |                               |  |  |                                            |  |
|                                         | Giorgio di Brunswick-Lüneburg | Guglielmo il Giovane di Brunswick-Lüneburg |                                         |  |  |       |  |  |                               |  |  |                                            |  |
|                                         | Giorgio di Brunswick-Lüneburg | Guglielmo il Giovane di Brunswick-Lüneburg |                                         |  |  |       |  |  |                               |  |  |                                            |  |
|                                         | Giorgio di Brunswick-Lüneburg | Dorothea di Danimarca                      |                                         |  |  |       |  |  |                               |  |  |                                            |  |
| Giorgio Guglielmo di Brunswick-Lüneburg | Giorgio di Brunswick-Lüneburg |                                            |                                         |  |  |       |  |  |                               |  |  |                                            |  |
|                                         |                               | Anna Eleonora di Assia-Darmstadt           | Luigi V d'Assia-Darmstadt               |  |  |       |  |  |                               |  |  |                                            |  |
|                                         |                               | Anna Eleonora di Assia-Darmstadt           | Luigi V d'Assia-Darmstadt               |  |  |       |  |  |                               |  |  |                                            |  |
|                                         |                               | Anna Eleonora di Assia-Darmstadt           | Maddalena di Brandeburgo                |  |  |       |  |  |                               |  |  |                                            |  |
| Sofia Dorotea di Celle                  |                               | Anna Eleonora di Assia-Darmstadt           |                                         |  |  |       |  |  |                               |  |  |                                            |  |
|                                         |                               | Alexandre II d'Esmier d'Olbreuse           | Alexandre I d'Esmier d'Olbreuse         |  |  |       |  |  |                               |  |  |                                            |  |
|                                         |                               | Alexandre II d'Esmier d'Olbreuse           | Alexandre I d'Esmier d'Olbreuse         |  |  |       |  |  |                               |  |  |                                            |  |
|                                         |                               | Alexandre II d'Esmier d'Olbreuse           | Marie Baudouin                          |  |  |       |  |  |                               |  |  |                                            |  |
| Éléonore d'Esmier d'Olbreuse            |                               | Alexandre II d'Esmier d'Olbreuse           |                                         |  |  |       |  |  |                               |  |  |                                            |  |
|                                         |                               | Jacquette Poussard de Vandré               | Joachim Poussard, signore du Bas-Vandré |  |  |       |  |  |                               |  |  |                                            |  |
|                                         |                               | Jacquette Poussard de Vandré               | Joachim Poussard, signore du Bas-Vandré |  |  |       |  |  |                               |  |  |                                            |  |
|                                         |                               | Jacquette Poussard de Vandré               | Suzanne Gaillard de Saint-Dizant        |  |  |       |  |  |                               |  |  |                                            |  |
|                                         |                               | Jacquette Poussard de Vandré               |                                         |  |  |       |  |  |                               |  |  |                                            |  |

## Galleria d'immagini

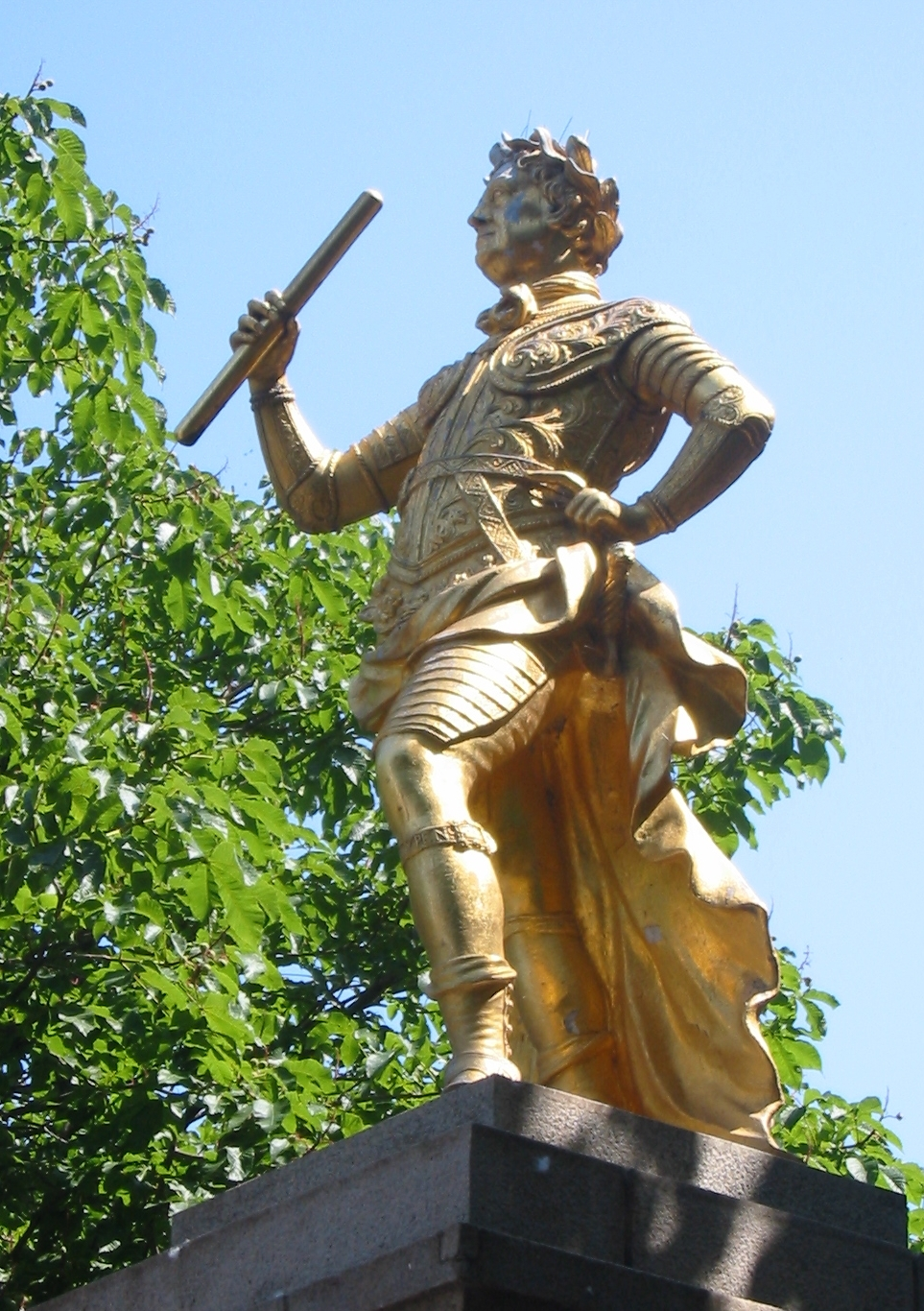
Statua rappresentante Giorgio II
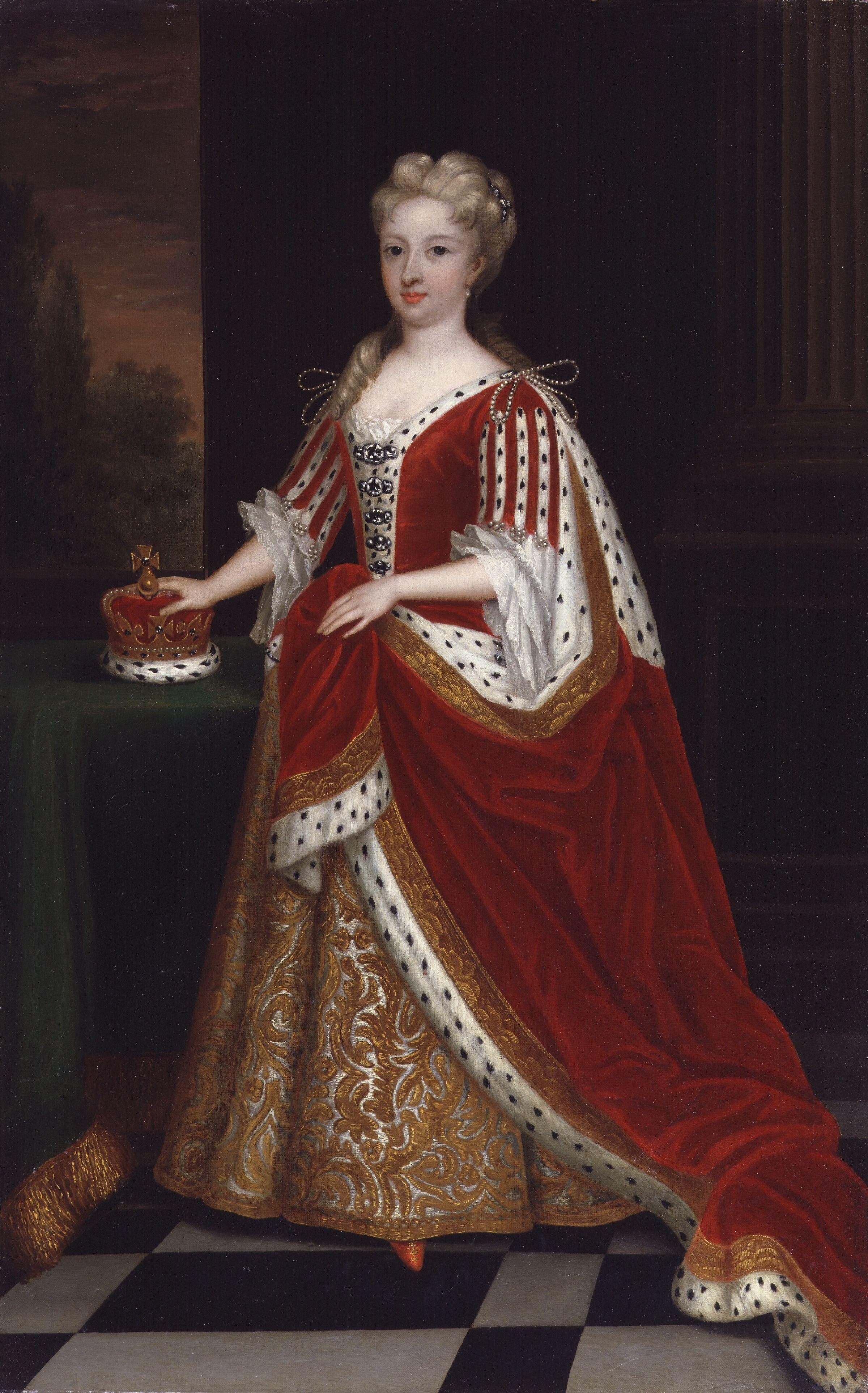
Carolina di Brandeburgo Hansbach, moglie di Giorgio
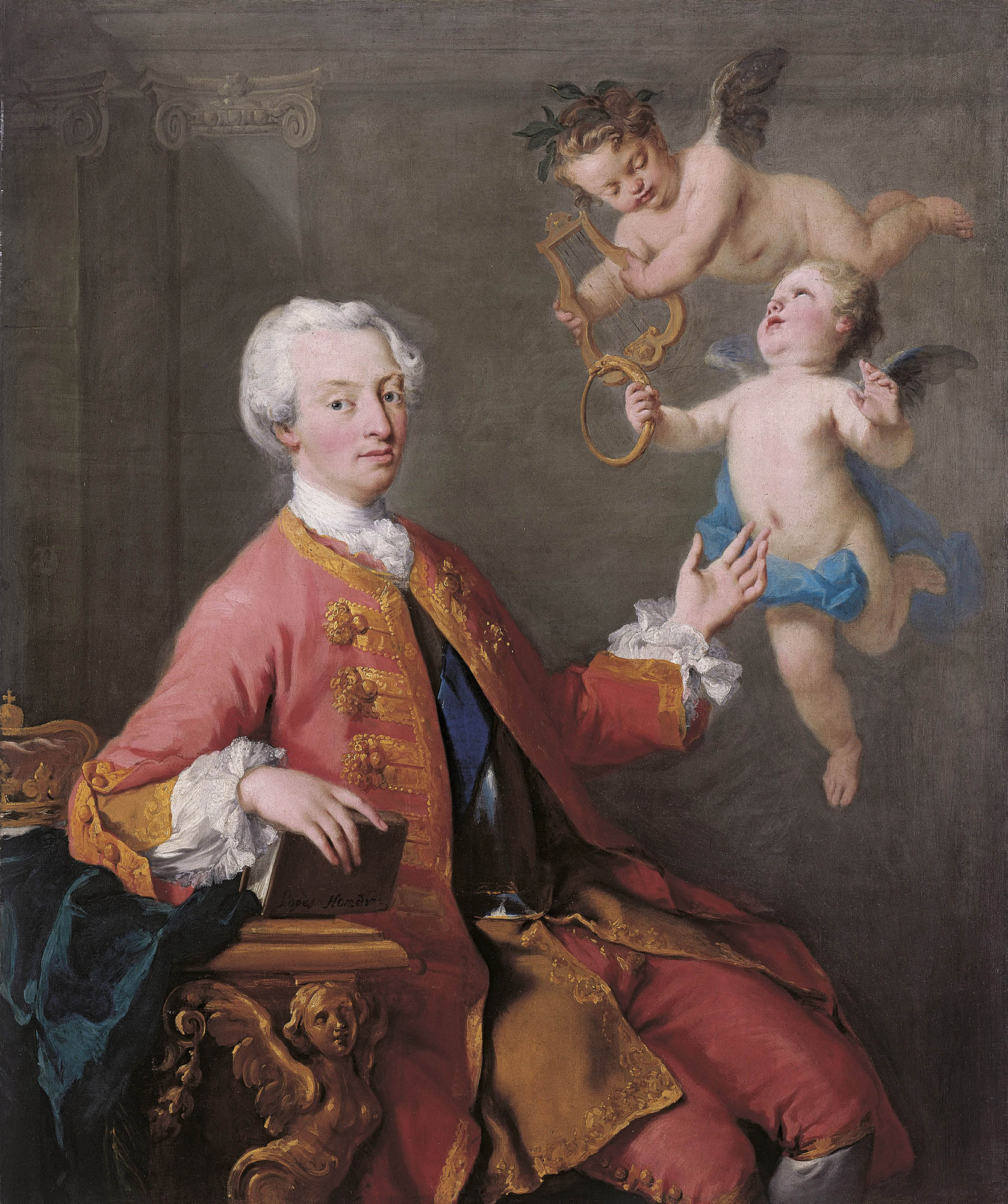
Federico, Principe di Galles, figlio di Giorgio
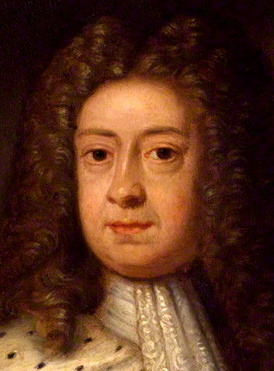
Giorgio I, primo sovrano Hannover, padre di Giorgio II
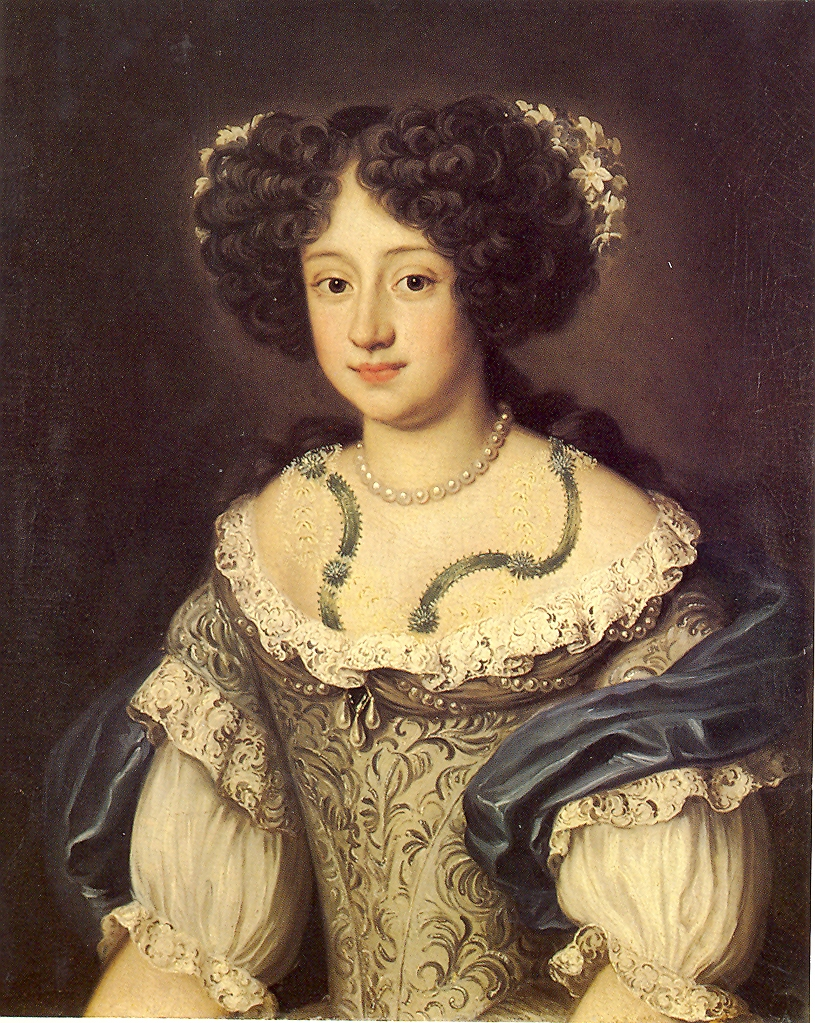
Sofia Dorotea di Celle, madre di Giorgio II
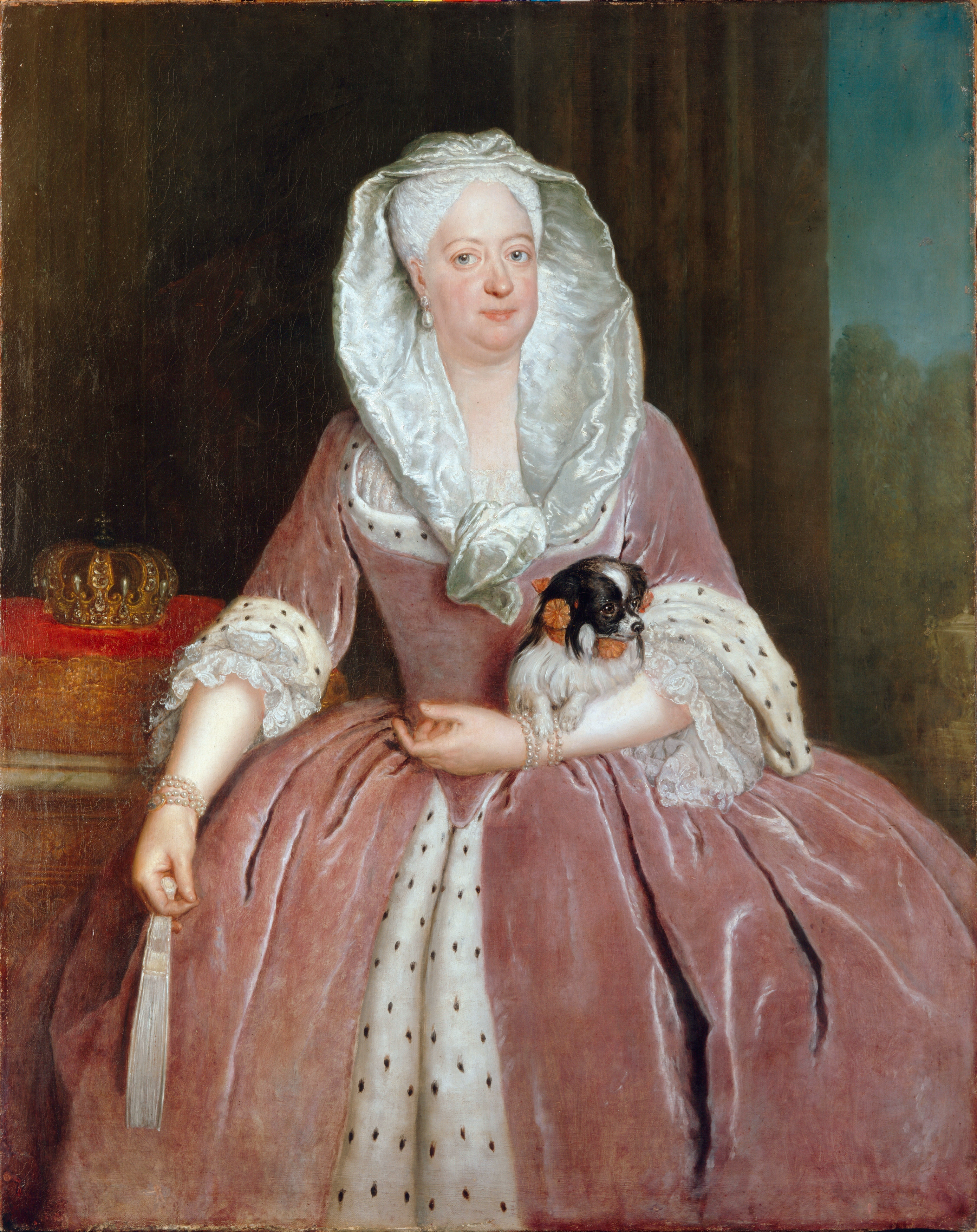
Sofia Dorotea, la sorella di Giorgio che diverrà regina di Prussia
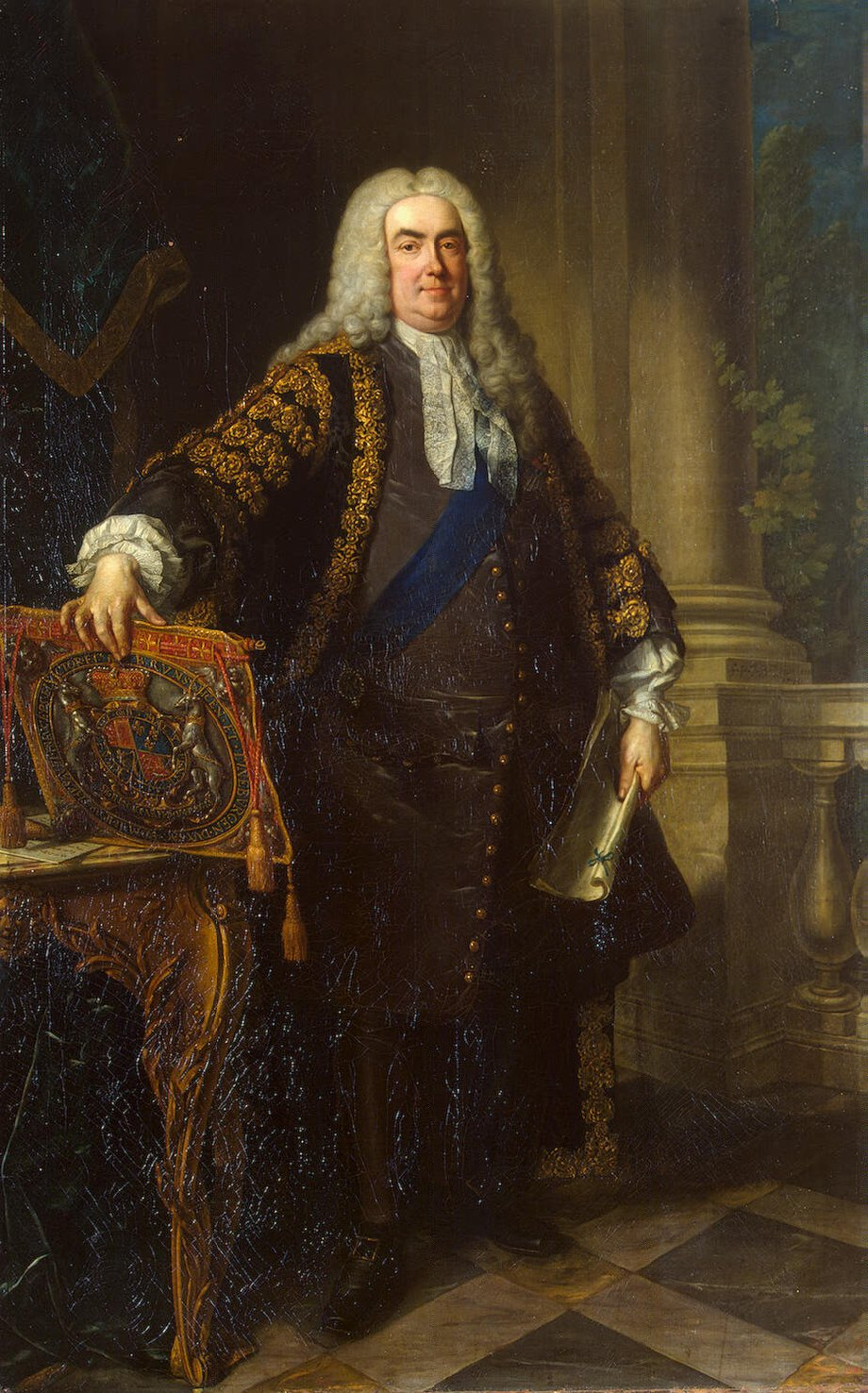
Robert Walpole, il più importante ministro di Giorgio I
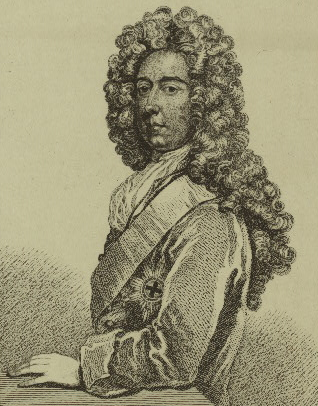
Spencer Compton, ministro di Giorgio